# Puente de Guadalupe, Guanajuato
Puente de Guadalupe är en ort i Mexiko.   Den ligger i kommunen Salamanca och delstaten Guanajuato, i den centrala delen av landet, 230 km nordväst om huvudstaden Mexico City. Puente de Guadalupe ligger 1 722 meter över havet och antalet invånare är 425.
Terrängen runt Puente de Guadalupe är en högslätt. Runt Puente de Guadalupe är det ganska tätbefolkat, med 149 invånare per kvadratkilometer. Närmaste större samhälle är Salamanca, 15,4 km nordväst om Puente de Guadalupe. Trakten runt Puente de Guadalupe består till största delen av jordbruksmark.